# National Highway 53
National Highway 53 (NH 53) ist eine Hauptfernstraße im Nordosten des Staates Indien mit einer Länge von 320 Kilometern. Sie beginnt in Badarpur im Bundesstaat Assam am NH 44 und führt in östlicher Richtung zunächst nach Silchar, wo der NH 54 gekreuzt wird. Nach insgesamt 100 km im Bundesstaat Assam verläuft sie weitere 220 km durch meist bergiges Terrain im benachbarten Bundesstaat Manipur bis zu dessen Hauptstadt Imphal.